# Hymenocephalus striatulus
Hymenocephalus striatulus är en fiskart som beskrevs av Gilbert, 1905. Hymenocephalus striatulus ingår i släktet Hymenocephalus och familjen skolästfiskar. Inga underarter finns listade i Catalogue of Life.